# International Union for Quaternary Research
L'International Union for Quaternary Research (INQUA) - Unione Internazionale per la Ricerca sul Quaternario - venne fondata nel 1928.
I suoi membri provengono da varie discipline scientifiche che studiano i mutamenti ambientali avvenuti durante le ere glaciali, negli ultimi 2,6 milioni di anni.  Uno degli scopi di queste investigazioni è di documentare la cronologia e i modelli dei mutamenti climatici avvenuti nel passato per riuscire a comprenderne le cause.
L'INQUA è uno dei Comitati Scientifici membri dell'International Council for Science (ICSU).
L'INQUA ha recentemente pubblicato una relazione sul mutamento climatico in cui vengono reiterate le conclusioni dell'Intergovernmental Panel on Climate Change(IPCC) e sollecitate tutte le nazioni ad attuare azioni urgenti in linea con i principi della Convenzione quadro delle Nazioni Unite sui cambiamenti climatici (UNFCCC).
Attualmente le attività umane stanno causando concentrazioni atmosferiche di gas serra - inclusi diossido di carbonio, metano, ozono troposferico e ossido di diazoto - ben al di sopra dei livelli pre-industriali. Gli incrementi dei gas serra stanno causando l'innalzamento delle temperature. La comprensione scientifica del mutamento climatico è adesso sufficientemente chiara da giustificare il fatto che le nazioni prendano solleciti provvedimenti. La riduzione della quantità di anidride carbonica che raggiunge l'atmosfera rappresenta una grande sfida, ma deve essere una priorità globale.